# Marsala (vino)
Marsala  je vrsta desertnog vina iz istoimenog sicilijanskog grada Marsale, koje se proizvodi po kontinentalnom dijelu Pokrajine Trapani, ali i po otocima Pantelleria i Favignana. 
Marsala još od 1969. ima predikat DOC (Denominazione di Origine Controllata) kao vino kontroliranog zemljopisnog podrijetla.

## Karakteristike
Marsala je vino visokog postotka alkohola, kojeg mora biti najmanje 17 % (zato se i zove desertno vino), po mnogočemu slična dalmatinskom prošeku. Danas se proizvodi tako da se na kraju vrenja dodaje alkohol, ali ne više od 20 - 35 %, da se zaustavi daljnje vrenje i tako osigura trajnost.
Postoje tri vrste Marsale, prema bojama (odnosno grožđu od kojih se proizvode), to su jantarna (ambra), zlatna (oro) i rubinska (rubino) marsala.
Zlatna i jantarna su vina, koja se proizvode od bijelog grožđa sorti; grillo, catarratto, inzolia i damaschino.
Rubinska marsala, dobiva se miješanjem nekih od crnih sorta grožđa; pignatello, nero d'Avola i nerello mascalese s bijelim grožđem do najviše 30 %. Rubinske marsale se dijele na slatka, suha i polusuha vina, što ovisi o postotku šećera u njima.
Postoje i podjele koje ovise o postotku alkohola i vremenu sazrijevanja, pa se tako danas na tržištu pojavljuje; marsala fine (u sve tri varijacije boja), to vino ima najmanje 17 % alkohola i mora odležati najmanje godinu dana, od toga 8 mjeseci u drvenim 
bačvama. Zatim postoji marsala superiore (također u tri varijacije boja), najmanje 18 % alkohola, 2 godine zrenja, marsala superiore riserva, najmanje 18 % alkohola, 4 godine zrenja, marsala vergine, najmanje 18 % alkohola, 5 godina zrenja i marsala vergine riserva, najmanje 18 % alkohola, 10 godina zrenja.

### Konzumacija
Marsala se danas diljem svijeta pije kao aperitiv prije jela, ili nakon jela uz kolače, pored toga koristi se i u gastronomiji kao aromatični dodatak raznoraznim umacima, piletini, rižotima, te kolačima kao što su zabaglione i tiramisu.

## Povijest
Po mjesnoj predaji marsala je nastala kao rezultat spleta slučajnosti, liverpoolski trgovac sodom John Woodhouse, plovio je duž obala Sicilije 1773. prema luci Mazara del Vallo, ali se zbog nevremena morao skloniti u Marsalu. Tu su ga mjesni ugostitelji poslužili domaćim vinom, koje su seljaci čuvali za posebne prilike. Njemu se ono toliko svidilo, da je odmah vidio priliku za dobar posao, jedino što je zahtijevao da se vinu doda malo alkohola (vinjaka) - da se spriječi njegovo daljnje vrenje, i da tako bude siguran da će jedrenjaci nakon duge plovidbe do Liverpoola dovesti - vino, a ne ocat. I tako je rođena marsala.
Stvarna istina je vjerojatno malo drugačija, u to vrijeme u Engleskoj su već postala popularna i rado su se pila slična portugalska vina Porto i Madeira. Sve u svemu Woodhause je počeo ulagati u taj do tad vrlo 
siromašni kraj, izgradio je više vinarija i luku.
Uspjeh Woodhausa privukao je vrlo brzo i brojne druge britanske trgovce: Corletta, Wooda, Payna, Hoppesa. Od svih njih istakao se Benjamin Ingham, koji se marsalom počeo baviti od 1812., zajedno sa svojim nećakom Josephom Whitakerom, oni su zaslužni za modernizaciju proizvodnje i širenje izvoza izvan Europe.
Prvi talijanski poduzetnik koji se počeo baviti marsalom bio je Vincenzo Florio - 1832., njegov poslovni imperij dogurao je do 99 brodova, nakon njega u taj posao su ušli i brojni drugi; Don Diego Rallo (1860.), Vito Curatolo 
Arini (1875.) i Carlo Pellegrino (1880.)  Tako da je 1900. u Marsali bilo oko 40 vinarija, brojne od njih i danas rade, a neke su pretvorene u muzeje kao što je Vinarija Florio.

## Vanjske poveznice
- Vino Marsala DOC bianco e rosso  Arhivirana inačica izvorne stranice od 29. lipnja 2013. (Wayback Machine) (tal.)